# Портрет Софії Драгомирової (Сєров)
«Портрет Софії Драгомирової» — портрет роботи російського художника Валентина Сєрова, написаний 1900 року під час перебування пані Софії в Петербурзі.

## Опис
Сєров і Софа Драгомирова зустрілись вперше під час портретування останньої у Іллі Рєпіна. Генеральська донька в українському вбрані справила приємне враження на молодого художника і він просив дозволу малювати її теж. Молода панянка дивувала невимушеною поведінкою і печаткою прихованого смутку.
Вдруге вони зустрілись через десяток років у Петербузі, куди молода жінка прибула у гості до родини Рожнових. Голова родини, промисловець Олександр Миколайович і замовив художнику Сєрову портрет гості.
Замовні портрети доволі важке завдання художнику, якщо він не ставиться до моделі байдуже. Валентин Сєров ставився до створення портретів відповідально і просив декілька сеансів, аби вивчити модель і пристрасно розпізнати її характер. Не пощастило тим, хто з хамською манерою багатія не приховував власних недоліків. Сєров, уславлений портретист, не був схильний ідеалізувати моделі і не приховував недоліків у портретах власної роботи. З пані Софією все було інакше. Вона і раніше не була схильна до порожнього кокетування чи штучної пози. Поводилась стримано і щиро, необхідності позувати підкорилася. Розпочалися сеанси. Але виникла проблема. Сєров почав працювати у період відсутності натхнення. Збереглося свідоцтво, що він знищив зразок одного, майже готового портрета пані Софії. (За сеансами портретування спостерігали.)
Він побачив в жінці з модною зачіскою, що прибула з Києва, натуру цілісну і щиру, а на замальовках була або проста фіксація обличчя, або салонна і модна панянка, котрою Софія не була за сутністю.
Лише в черговій спробі він таки вловив і її прихований смуток (її брат покінчив життя самогубством), і її грацію, і щирість цілісної натури. Портрет був виконаний в чорній акварелі, що лише підкреслило щирість і привабливість пані і майстерність художника, тепер готового знову працювати у повну силу власного обдарування.

## Про Софію Драгомирову-Лукомську
Вона стане дружиною офіцера Олександра Сергійовича Лукомського, котрий служив у штабі російських військ у Києві і був другом родини та батька Софії. В родині було двоє дітей, донька Софія та син Сергій.
Олександр Лукомський вислужив звання генерала, у 1917 році був серед тих, хто формував Тимчасовий уряд після зречення престолу імператора Миколи ІІ, воював під поводом Корнілова. Його арештували і запроторили у Бихівську тюрму. Отже, Софії спокійного життя не судилося через тривоги за чоловіка та малих ще тоді дітей. По звільненню з тюрми офіцер Олександр Лукомський став одним з організаторів Добровольчої армії, а більшовицький переворот у жовтні 1917-го не сприйняв і не підтримав. 1920 року він емігрував у Францію і згодом йому вдалося забрати, вивезти у Францію дружину з дітьми. Їм було трохи легше за інших через невеликі статки та знання декількох європейських мов. Софія один період утримувала приватний пансіон, а потім відкрила невелике ательє в Парижі.
Колишній генерал Олександр Лукомський помер за кордоном 1939 року. Стару на той час Софію Драгомирову-Лукомську доглядала донька. Фашистську окупацію Франції дві жінки пережили в селі, а по закінченні 2-ї світової війни обидві емігрували у Сполучені Штати. Пані Драгомирова-Лукомська померла у віці 82 роки на Лонг-Айленді.
Софію Драгомирову-Лукомську портретували декілька вельми уславлених художників (іноді по декілька разів), серед них Рєпін Ілля Юхимович, Сєров Валентин Олександрович, Серебрякова Зінаїда Євгенівна.
З родиною Серебрякових за кордоном склались доволі теплі стосунки. Вони листувались навіть тоді, коли Лукомські емігрували до Сполучених Штатів. Донька Драгомирової-Лукомської, теж Софія, в останні роки життя встигла передати до збірок Російського музею у Петербурзі чотири портрета роботи Зінаїди Серебрякової і один портрет «С. Р. Лукомського» пензля Володиира Боровиковського, бо не хотіла, щоби вони опинились в музеях за кордоном.